# Edifício-sede da Assembleia Legislativa Regional dos Açores
O Edifício sede da Assembleia Legislativa Regional dos Açores localiza-se na cidade e concelho da Horta, na ilha do Faial, nos Açores.

## História
A Assembleia Legislativa Regional dos Açores funcionou, desde a inauguração da autonomia até 1980 no edifício da loja maçónica "Sociedade Amor da Pátria" e, dessa data até 1990, em local vizinho à atual sede, no local onde existiu a chamada "colónia alemã".
Hoje encontra-se instalada em um edifício construído de raiz com essa finalidade, com projeto do arquiteto Manuel Correia Fernandes, inaugurado em junho de 1990.

## Características
Apresenta planta retangular. De linhas contemporâneas, exteriormente apresenta características minimalistas. Em betão armado, pintado de cor rósea, tem os vãos em caixilharia de madeira creme. Os maiores vãos são protegidos do sol por estores exteriores aplicados a uma estrutura metálica afastada do edifício. A cobertura geral é em terraço.
Em seu interior, dividido internamente em quatro pisos, destaca-se a sala do plenário, no centro do edifício, iluminada por uma grande cúpula central, visível do exterior. Os corpos semicilíndricos salientes a meio das paredes laterais, correspondem às caixas de escada, assim como a cúpula semi-esférica que se salienta no terraço, correspondente à sala de sessões, têm a cobertura revestida com chapa de cobre.

## Galeria

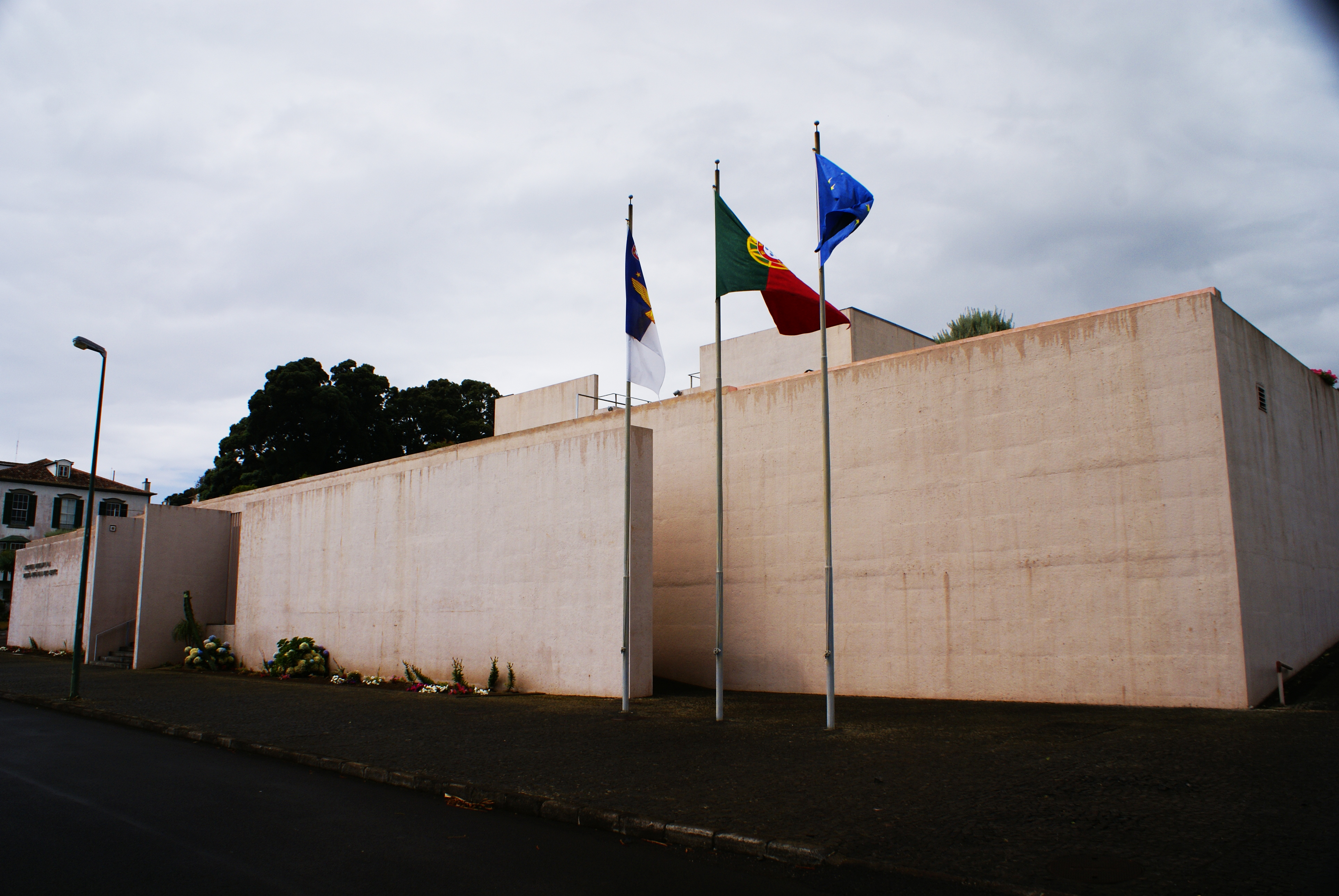
Aspecto.
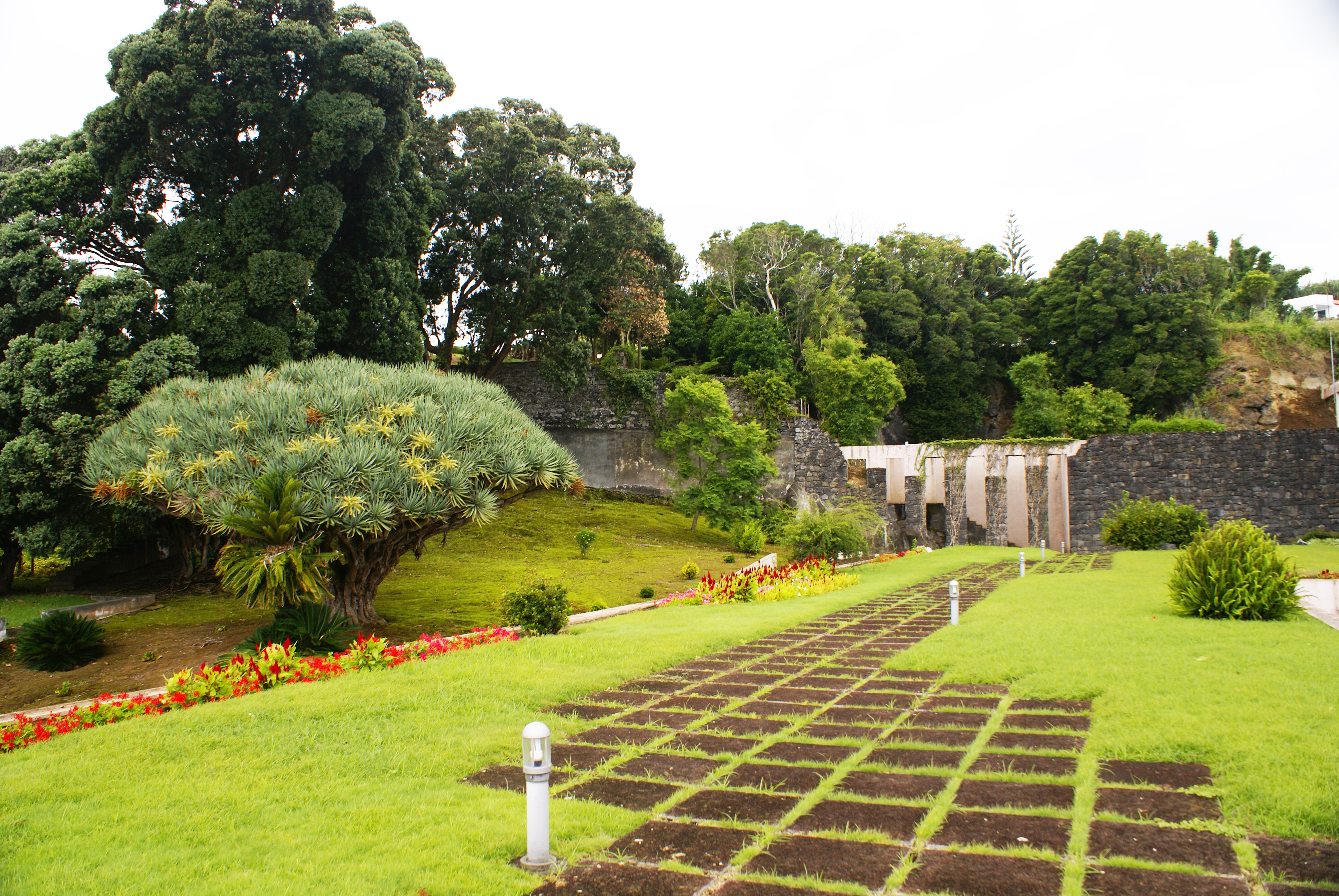
Jardins.
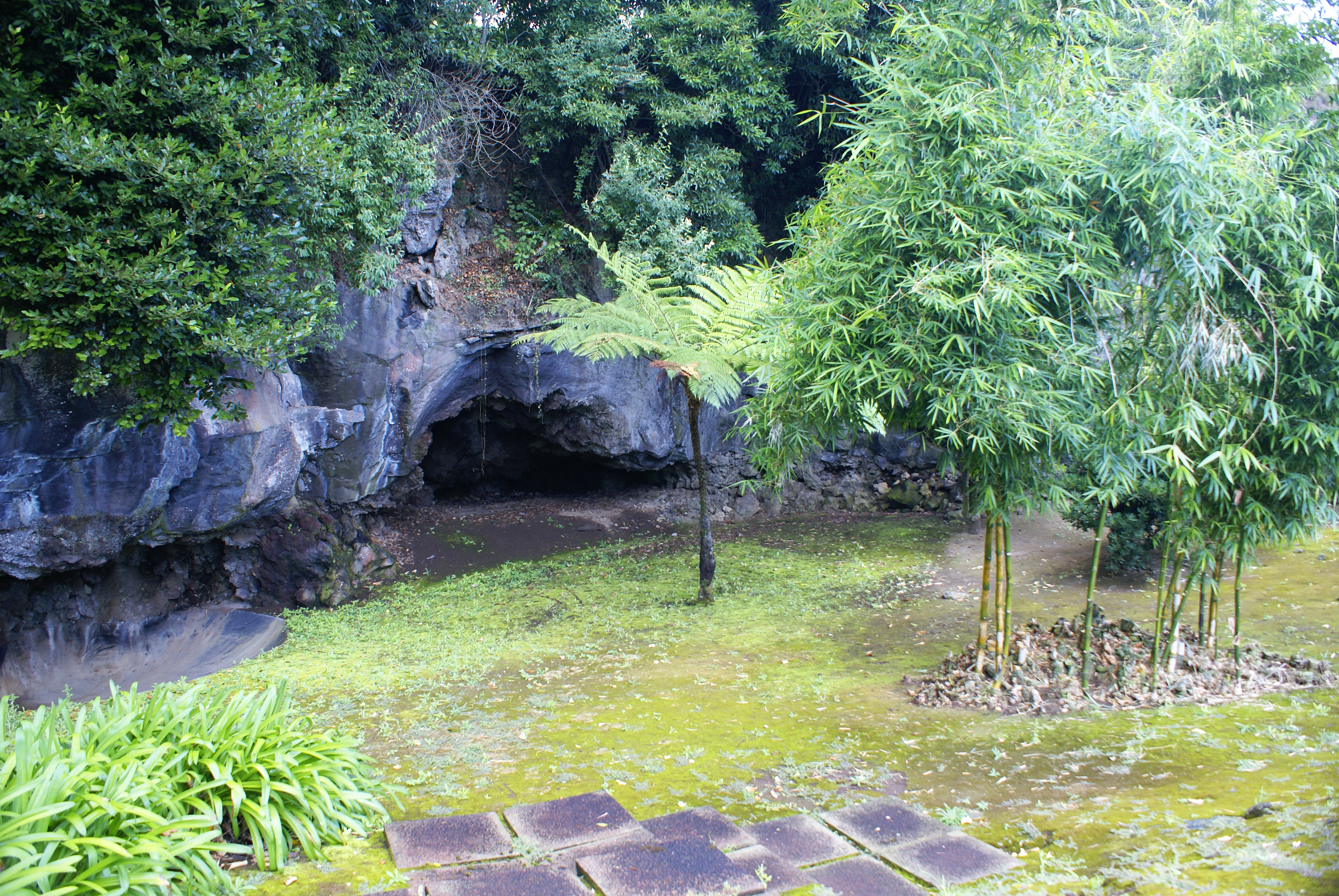
Jardins.